# Berndroth
Berndroth ist eine Ortsgemeinde im Rhein-Lahn-Kreis in Rheinland-Pfalz. Sie gehört der Verbandsgemeinde Aar-Einrich an.

## Geographie
Berndroth liegt im westlichen Hintertaunus südlich von Katzenelnbogen im Einrich. Zur Gemeinde gehören auch die Wohnplätze Ackerbach, Forsthaus Rettert, Hof Hasenberg, Rotherhof und Waldeslust.

## Geschichte
Die ersten urkundlichen Angaben über Berndroth erschienen im Jahr 1220. In der Zeit bestand der Ort aus zwei Höfen, die den Grafen von Katzenelnbogen gehörten. Ab 1479 ging die Niedergrafschaft Katzenelnbogen und damit das Dorf Berndroth in den Besitz der Landgrafen von Hessen über.
Von 1648 bis 1806 war die Niedergrafschaft Katzenelnbogen und damit auch Berndroth landesherrlich den Landgrafen von Hessen-Kassels zugeordnet. Von 1806 bis 1813 stand die Region unter französischer Verwaltung (pays réservé). Im Jahr 1816 kam der Ort in den Besitz des Herzogtums Nassau, das 1866 vom Königreich Preußen annektiert wurde.
Ein historisch bedeutsamer Erwerbszweig im Ort war die Leinenweberei.
Seit 1946 ist Berndroth Teil des neu gebildeten Landes Rheinland-Pfalz. 1972 kam es im Zuge der rheinland-pfälzischen „Funktional- und Gebietsreform“ zur Bildung der Verbandsgemeinde Katzenelnbogen, der die Ortsgemeinde Berndroth bis 2019 angehörte und die dann in der Verbandsgemeinde Aar-Einrich aufging.
Bevölkerungsentwicklung
Die Entwicklung der Einwohnerzahl von Berndroth, die Werte von 1871 bis 1987 beruhen auf Volkszählungen:
| Jahr | Einwohner |
| ---- | --------- |
| 1815 | 268       |
| 1835 | 381       |
| 1871 | 360       |
| 1905 | 323       |
| 1939 | 330       |
| 1950 | 375       |
| 1961 | 352       |

| Jahr | Einwohner |
| ---- | --------- |
| 1970 | 326       |
| 1987 | 339       |
| 1997 | 372       |
| 2005 | 428       |
| 2011 | 397       |
| 2017 | 389       |
| 2023 | 416       |

## Politik

### Gemeinderat
Der Gemeinderat in Berndroth besteht aus acht Ratsmitgliedern, die bei der Kommunalwahl am 9. Juni 2024 in einer Mehrheitswahl gewählt wurden, und dem ehrenamtlichen Ortsbürgermeister als Vorsitzendem.

### Bürgermeister
Ortsbürgermeister von Berndroth ist Rainer Mohr. Bei der Direktwahl am 26. Mai 2019 wurde er mit einem Stimmenanteil von 87,12 % wiedergewählt. Bei der Direktwahl am 9. Juni 2024 wurde er ohne Gegenkandidat mit 89,7 % der Stimmen erneut in seinem Amt bestätigt.